# Ballet Nena Coronil
Ballet Nena Coronil fue una compañía de ballet venezolana, fundada en 1953 por Nena Coronil y Considerada la primera compañía de ballet profesional que hubo en el país.
En 1953 Nena Coronil fundó el Ballet Nena Coronil, como una plataforma para que sus alumnos de la Escuela Nacional de Ballet tuvieran una compañía profesional en donde trabajar.  Estuvo conformada, en sus inicios, por la primera generación de bailarines venezolanos que se iniciaron en la Cátedra de Ballet del Liceo Andrés Bello, luego en el Club de Ballet, ambas agrupaciones dirigidas por los bailarines argentinos Hery y Luz Thomson, y después en la Escuela Nacional de Ballet.
En este primer grupo estaban los venezolanos  Vicente Nebrada, Irma Contreras y Graciela Henríquez; y los bailarines extranjeros Lynne Golding y Henry Danton, todos como bailarines principales. También pertenecieron a esta compañía en esa época los venezolanos Belén Lobo, Maruja Leiva, Alfredo Pietri, Vicente Abad, Tulio de la Rosa, Domingo Renault y la mexicana Carola Montiel, entre otros. 
El Ballet Nena Coronil inauguró ese mismo año la televisión privada en Venezuela con la presentación de Las Sílfides, de Mikhail Fokine, en versión de Vicente Nebrada, en la primera transmisión de Radio Caracas Televisión.
En 1955 Irma Contreras, Vicente Nebrada y Graciela Henríquez, consiguen una beca del Gobierno venezolano y se marchan de Venezuela a estudiar en Francia y renuncian al Ballet Nena Coronil. Ese mismo año Margot Contreras, hermana de Irma Contreras, se retira del Ballet Nena Coronil y de la Escuela Nacional de Ballet por ciertos desacuerdos con Nena Coronil y funda la Academia Interamericana de Ballet, proyecto este de gran trascendencia en el movimiento escénico venezolano, y la mayoría de los alumnos de la Escuela Nacional de Ballet se mudan a la nueva escuela.
Ese mismo año Margot Contreras funda el Ballet Interamericano de Venezuela, de corta duración, y en 1957 regresa Irma Contreras al país y funda junto a su hermana el Ballet Nacional de Venezuela.
Estas nuevas escuelas y compañías absorbieron a la mayoría del talento humano, tanto bailarines como maestros, de la Escuela Nacional de Ballet y del Ballet Nena Coronil, que prontamente se disolvieron. 